# Hacıkışlak, Özalp
Hacıkışlak là một xã thuộc thành phố Özalp, tỉnh Van, Thổ Nhĩ Kỳ. Dân số thời điểm năm 2011 là 910 người.